# Gnathonarium exsiccatum
Gnathonarium exsiccatum är en spindelart som först beskrevs av Friedrich Wilhelm Bösenberg och Embrik Strand 1906.  Gnathonarium exsiccatum ingår i släktet Gnathonarium och familjen täckvävarspindlar. Inga underarter finns listade i Catalogue of Life.